# 鄭洪猷
鄭洪猷，廣東海丰县坊廓都人，明朝政治人物，同進士出身。
崇禎元年（1628年）戊辰科進士，授安徽泾县知县，后升刑部主事。